# Slavkovica
Slavkovica (cyr. Славковица) – wieś w Serbii, w okręgu kolubarskim, w gminie Ljig. W 2011 roku liczyła 575 mieszkańców.